# Rheinbreitbach
Rheinbreitbach település Németországban, Rajna-vidék-Pfalz tartományban. Lakosainak száma 4538 fő (2023. december 31.).

## Népesség
A település népességének változása:
| Lakosok száma | 3882 | 4499 | 4506 | 4512 | 4566 | 4538 |
|               | 1975 | 2017 | 2019 | 2021 | 2022 | 2023 |